# 余孟麟
余孟麟（1528年—1610年），字伯祥，號幼峰，應天府江寧縣民籍直隸徽州府祁門縣人，明朝政治人物。

## 生平
嘉靖四十三年（1564年）甲子科應天府鄉試第九十四名，萬曆二年（1574年）登甲戌科會試第十六名，廷试一甲第二名進士（榜眼）。三月授翰林院编修，四年六月充会典纂修官，七年正月奉命内書堂教书。九年丁母憂，十二年十月起复原职，充《大明会典》纂修官，又充经筵展书官，十三年六月代替编修史钶担任江西乡试考试官，升南京国子监司业，十六年四月升司经局洗马，仍管司业事，十七年三月升南京翰林院侍读学士掌院事，二十年七月官至南京国子监祭酒，二十一年辞官归。家居十多年，享年83岁。有《余学士集》。

## 家族
曾祖余仕英；祖父余隆，曾任累贈文林郎監察御史；父光，曾任監察御史。前母謝氏（贈孺人）；母黃氏（封孺人）。慈侍下。